# Wartung

Wartung eines Personenwagens in der SBB-Hauptwerkstätte Zürich, 1930

Als Wartung, in der Schweiz auch Service, werden gemäß DIN 31051 Maßnahmen zur Verzögerung des Abbaus des vorhandenen Abnutzungsvorrats der Betrachtungseinheit verstanden. Sie wird während der Nutzung eines Objekts angewandt. Die Wartung wird nach technischen Regeln oder einer Herstellervorschrift durchgeführt (zum Beispiel nach einer bestimmten Laufleistung oder Zeitdauer, dem Wartungsintervall). Damit wird im Rahmen der Kaufentscheidung bereits der Umfang der Wartung (und damit deren Betriebskosten) festgelegt. Zu unterscheiden ist die Instandhaltung. Wartung ist – wie Instandsetzung, Verbesserung und Inspektion – Bestandteil der Instandhaltung. Diese kann in Art und Umfang vom Betreiber/Instandhalter nach seinen Vorgaben gestaltet werden.
Die Wartung wird im Allgemeinen in regelmäßigen Abständen und häufig von ausgebildetem Fachpersonal durchgeführt. So kann eine möglichst lange Lebensdauer und ein geringer Verschleiß der gewarteten Objekte gewährleistet werden. Fachgerechte Wartung ist oft auch Voraussetzung zur Gewährung der Gewährleistung.

## Wartung von technischen Objekten
Nach einer ggf. erforderlichen Sicherung des Wartungspersonals durch Wartungssicherungen umfasst eine Wartung z. B. Nachstellen, Schmieren, Konservieren, Nachfüllen, Ergänzen oder Ersetzen von Betriebsstoffen oder Verbrauchsmitteln (z. B. Kraftstoff, Schmierstoff oder Wasser) und planmäßiges Austauschen von Verschleißteilen (z. B. Filter oder Dichtungen), wenn deren noch zu erwartende Lebensdauer offensichtlich oder gemäß Herstellerangabe kürzer ist als das nächste Wartungs-Intervall. Auch das Reinigen ist Bestandteil der Wartung. Dabei umfasst das Reinigen das Entfernen von Fremd- und Hilfsstoffen (durch Saugen, Scheuern, Anwendung von Lösungsmitteln usw.). Die Teilmaßnahmen der Wartung führen zu einer Abbauverlangsamung des Abnutzungsvorrats ab dem Zeitpunkt der Wartung.
Der Ersatz von defekten Teilen gehört zur Instandsetzung. Kleinere Defekte werden häufig im Zuge von regelmäßigen Wartungsarbeiten behoben (sog. kleine Instandsetzung). Die Abgrenzung zur Wartung und die durchzuführenden Maßnahmen sowie die einzuhaltenden Fristen legt die Gebrauchsanleitung fest.

## Wartungsplanung
Um die Wartungen einzutakten, wird oft eine Wartungsplanungssoftware verwendet. In der Lösung werden die technischen Daten der zu wartenden Anlage erfasst. Das System erzeugt sodann automatische Erinnerungen, wann das technische Objekt wieder gewartet werden muss. Umfangreiche Lösungen beinhalten auch ein Ticketsystem und Plantafeln, um alle Einsätze im Blick zu behalten. Eine Wartungsplanung kann auch Bestandteil von ERP-Lösungen oder Service-Management-Software sein.